# Stasina macleayi
Stasina macleayi là một loài nhện trong họ Sparassidae.
Loài này thuộc chi Stasina. Stasina macleayi được Elizabeth Bangs Bryant miêu tả năm 1940.